# Cephalops kunashiricus
Cephalops kunashiricus är en tvåvingeart som beskrevs av Kuznetzov 1990. Cephalops kunashiricus ingår i släktet Cephalops och familjen ögonflugor. Inga underarter finns listade i Catalogue of Life.